# L'Espoli, versions tipus Jorge Manuel
Estan catalogades nou Versions no autògrafes de L'Espoli d'El Greco al catàleg raonat d'obres d'aquest pintor, realitzat pel crític Harold Wethey. A aquesta llista no hi consta l'obra L'Espoli (El Greco, Museu de Santa Cruz), donada la superior qualitat d'aquesta obra, i perquè sembla que totes les nou versions restants están basades en aquesta pintura.

## Anàlisi general
La tela actualment al Museu de Santa Cruz sembla l'origen de totes les altres versions posteriors, de cos sencer, d'aquesta temática. La raó podría ser la següent: el meravellós Espoli de la sagristia de la Catedral de Toledo només era accesible a determinades persones. En canvi, L'Espoli Museu de Santa Cruz, a l'església de Santa Leocàdia, estava a l'abast de tota la gent de Toledo. Així, a la pintura de Santa Leocàdia apareix per primera vegada la Corona d'espines, que es repetirà a totes les versions derivades de la de Santa Leocàdia.
Aquestes versions són de qualitat molt diversa, i la possible intervenció de El Greco és motiu de controvèrsia en alguna d'elles. És més segura la intervenció de Jorge Manuel Theotocópuli, que fins i tot va deixar la seva signatura en una d'elles.

## Versió d'Museu del Prado
Signat amb lletres llatines al paper de la dreta: J.Manuel Theotokopuli; Oli sobre llenç; 106,8 x 69 cm.; 1606 ca. segons El Prado (1595 ca. segons Wethey); Catàleg Wethey: X-83 
H.E.Wethey remarca la realització pobre d'aquest llenç, amb un dibuix pobre, angulós i dur, que fa pensar que és una obra de la joventut de Jorge Manuel, perquè les seves obres posteriors, com les de Titulcia, són força millors.
Aquesta obra presenta variacions respecte a l'original de la sagristia de la Catedral de Toledo. Sobre el cap de Crist, s'ha col·locat la Corona d'espines, els personatges es mostres més allunyats del primer terme, i la mida de les Les Tres Maries és més gran i llur forma és més allargada. A més, a la dreta, en segon terme, s'ha inclòs un home ancià, amb barba i de pèls escassos d'esquena l'espectador. El personatge a la seva dreta i que en el quadre original mostra tot el cap, aquí s'ha ocultat parcialment. Aquestes dades reforcen la idea que Jorge Manuel no va copiar l'original de la Catedral, sinó el la de la parròquia de Santa Leocàdia.Tanmateix, Pérez Sánchez remarca que la mà de l'esbirro que subjecta la corda a la dreta de Jesús procedeix de L'Espoli (Múnic)
Hi ha molts paral·lelismes entre aquesta obra i el quadre d'Orgaz, que es completen amb la forma del celatge: uns núvols ascendeixen i convergeixen en forma cònica, fet que en aquesta versió de Jorge Manuel es repeteix de manera esquematitzada. La relació d'ambdues versions es força estreta, i la semblança es manté en quant a qualitat pictórica, tot i que la versió d'Orgaz és força millor, i potser d'aquesta derivi la pintura d'El Prado.
Comenta Manuel B. Cossío que aquest llenç, tot i no tenir gaire valor pictòric, té força interés per tal d'explicar l'origen d'altres variants de L'Espoli que segurament van sortir de l'obrador del mestre, però amb molt poca intervenció seva.
Cal remarcar que, dins de les obres atribuïdes a Jorge Manuel, aquesta és l'única que ha conservat la signatura del fill d'El Greco.

### Procedència
- Museo de la Trinidad, núm. T603. Havia estat en préstec a la Universitat de Barcelona.[4]

## Versió de laFundació Barnes,Filadèlfia
Segons H.E.Wethey, és de l'escola d'El Greco (Jorge Manuel ?); Amb intervenció de El Greco, segons Manuel Bartolomé Cossío, Legendre, Hartmann i José Camón Aznar.
Oli sobre llenç; 74,9 x 44,5 cm.; començament segle XVII; Catàleg Wethey: X-88
August L. Mayer el data a l'any 1583, mentre segons J. Camón Aznar és de l'any 1580-81.
Segons H.E. Wethey, és una còpia que té el color típic de les obres de Jorge Manuel.
El fill d'El Greco, Jorge Manuel, conegut per treballar desenvolupant l'estil del seu pare, probablement va pintar aquest llenç. És una versió reduïda de la pintura original d'El Greco per a la catedral de Toledo, i mostra el moment dramàtic abans de la crucifixió, quan els botxins de Crist es preparen per repartir-se la seva túnica vermella. Mentre una figura al primer pla prepara la Creu, una munió, situada a l'ombra, anticipa amb ansia l'acte violent de la Crucifixió.

### Procedència
- M.de Saint Maurice (venda a París el 21/02/1867)
- Eugène Piot (venda a París el 21-24/05/1890)
- C.Detti, París (1908)
- Y.Perdoux, París[7]

## Versió d'Orgaz
Publicat per August L. Mayer i acceptat per José Camón Aznar. Söhner i H.E. Wethey creuen que és obra de Jorge Manuel. Signat amb borroses lletres gregues al paper de la dreta: doménikos theotokópoulos; Oli sobre llenç; 75 x 43 cm.; 1605-1606 ca. ; Catàleg Wethey: X-84
H.E. Wethey té la impressió de que aquesta obra és una còpia molt millorada de la versio del Museu del Prado, tot i que aquesta darrera podría ser una còpia empobrida de la versió d'Orgaz. L'any 1606 Jorge Manuel va signar un contracte per realitzar un retaule de la Mare de Déu del Roser a l'església d'Orgaz. Lamentablement, el retaule va ser destruït durant la Guerra Civil, però aquesta pintura podria formar part del contracte de l'any 1606, perquè la pinzellada és més suau que en obres posteriors del fill d'El Greco.

### Col·leccions
- Exhibit a la Catedral de Toledo
- Retornat a Orgaz l'any 1955[8]

## Versió d'Oslo, Galeria Nacional de Noruega
Obra de Jorge Manuel ?; Oli sobre llenç; 82,7 x 63 cm.; 1600 ca. segons el museu; Catàleg Wethey: X-85. Summament repintat, aquest quadre és segurament el que va veure Stirling Maxwell a la sagristia de San Juan de Afuera, abans de 1848. Aquest llenç va ingressar allí com a donació d'Alfonso Martínez de Ortega, y és catalogat per primera vegada l'any 1631. Les dimensions d'aquell catàleg coincideixen amb les de la pintura actualment a Oslo.

### Procedència
- San Juan de Afuera ? (abans de 1848)

- Xavier Lafitte, París
- Marquès de Villatoya, Madrid
- Julius Böhler, Múnic.
- donació de Christian Langaard al Museu d'Oslo l'any 1923-24[7]

## Versió a col·lecció privada

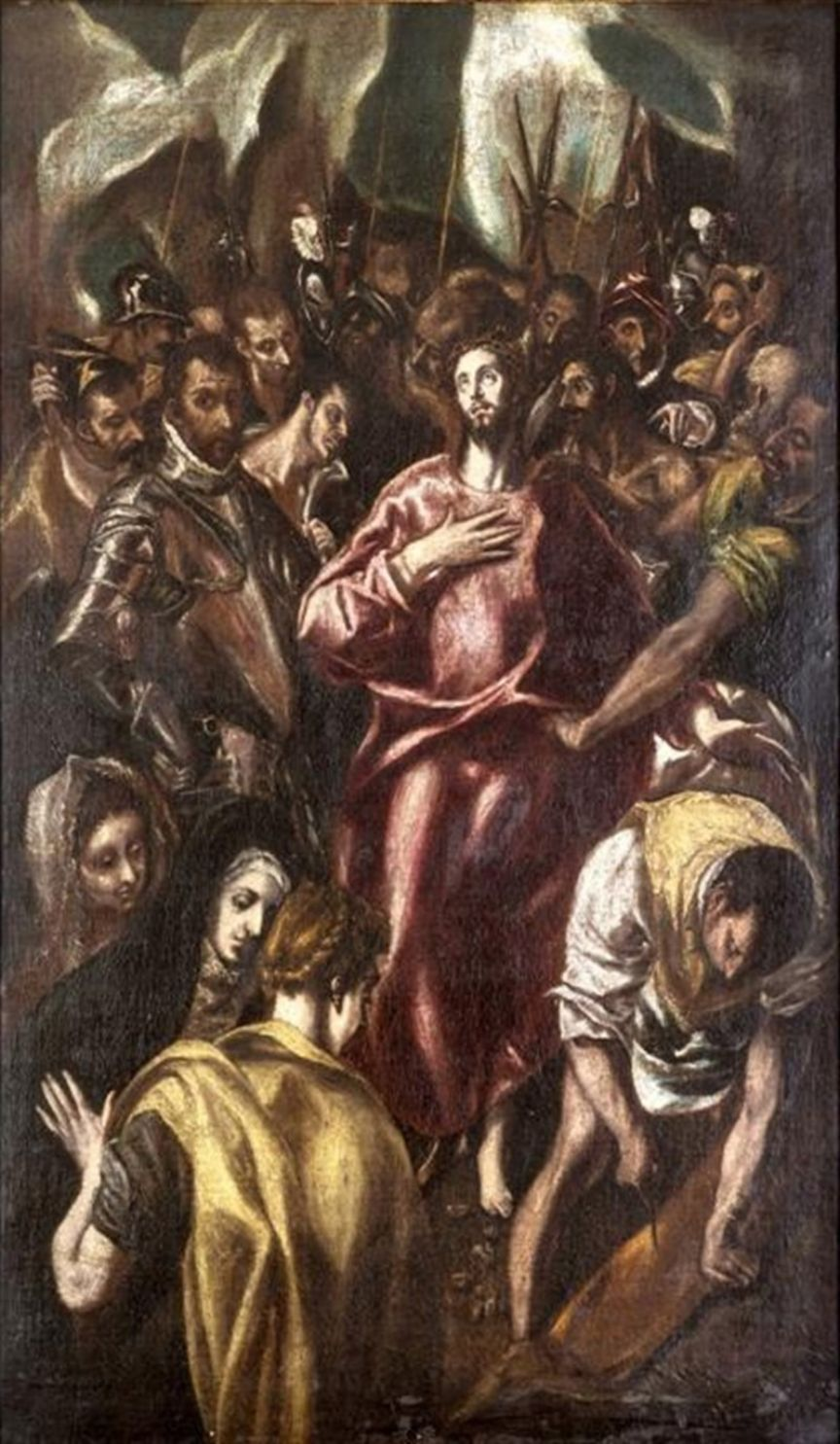
Versió a Suissa, probablement la que estava a la Neupert Galerie

Oli sobre llenç; 68 x 44 cm.; començament segle XVII; Catàleg Wethey: X-86
Segons Wethey, és una rèplica mediocre del tipus de Jorge Manuel. Hi ha confuses lletres al paper de la dreta.

### Procedència
- Marquès de Riscal, Madrid
- Col·lecció Lardies, Madrid

## Versió de Neupert, Galerie,Zúric
Oli sobre llenç; 81 x 48 cm.; Jorge Manuel ? ; començament segle XVII; Catàleg Wethey: X-87
El color és fosc, fet típic a les obres de Jorge Manuel.

### Procedència
- Heinemann Galleries, Múnic (1930)
- Galeria Neupert, Zuric (1958)

## Versió de la Col·lecció Jack Linsky
Oli sobre llenç; 100 x 57 cm.; Escola de El Greco començament segle XVII; Catàleg Wethey: X-89
Aquesta pintura presenta més variacions en les figures que les rèpliques atribuïdes a Jorge Manuel.
Versió antigament a la col·lecció de Jack Linsky, Nova York

### Procedència
- Ginetto Bonimi, Milano
- John R. van Derlip Minneapolis
- Minneapolis Institute of Art (1935-1957)
- adquirit a Julius Weitzner per Jack Linsky l'any 1957

## Versió d'una col·lecció privada
Oli sobre llenç; 165 x 102 cm.; Còpia; Catàleg Wethey: X-90

### Procedència
- Duquesa de Valencia, Ávila

## Versió il·localitzada
Oli sobre llenç; 71 x 44 cm.; Madrid (comerciante Linares, any 1956); Catàleg Wethey: X-91
Harold E. Wethey no va poder conèixer personalment aquesta obra i, per tant, no opina sobre la seva qualitat.